# Nordamerikanisches Katzenfrett

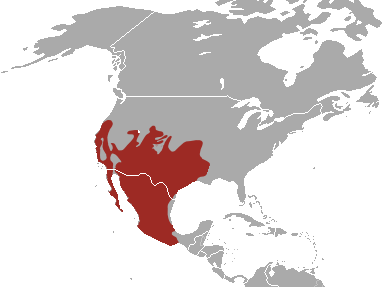
Verbreitungsgebiet

Das Nordamerikanische Katzenfrett (Bassariscus astutus) ist ein Kleinbär aus der Gattung der Katzenfrette (Bassariscus).

## Merkmale
Das Nordamerikanische Katzenfrett ist durch ein bräunliches Fell am Rumpf und durch einen auffälligen buschigen Schwanz mit 14 bis 16 schwarz-weißen Ringen gekennzeichnet. Die großen violetten Augen sind von Ringen aus helleren Pelz umgeben. Mit einer Kopf-Rumpf-Länge von 30 bis 42 cm, einer Schwanzlänge von 31 bis 44 cm und einem Gewicht von 0,8 bis 1,4 kg ist das Nordamerikanische Katzenfrett etwas kleiner als eine Hauskatze. Die kurzen Klauen können nur teilweise eingezogen werden.

## Verbreitung und Lebensraum
Die Art lebt in den US-Bundesstaaten Kalifornien, Colorado, Oklahoma, Oregon, Arizona, New Mexico, Nevada, Texas und Utah sowie im nördlichen und zentralen Mexiko. In den mexikanischen Bundesstaaten Guerrero, Oaxaca und Veracruz überlappt sich das Verbreitungsgebiet mit den Vorkommen der Schwesterart Mittelamerikanisches Katzenfrett (Bassariscus sumichrasti). Als Habitat dienen trockene Wälder, felsige Regionen und Wüsten mit verstreuten Bäumen oder Büschen. Das Nest liegt gewöhnlich in Baumhöhlen, Felsspalten, verlassenen Bauen von anderen Tieren oder dichten Vegetationsansammlungen.
Diese Kleinbären halten sich allgemein in einer Höhe bis 1.400 m auf, wurden aber schon in Höhen bis zu 2.900 m gesichtet.

## Lebensweise
Das Nordamerikanische Katzenfrett ist ein Allesfresser, der sich unter anderem von Früchten, Beeren, Insekten, Echsen, sowie kleinen Nagern und Vögeln ernährt. Es ist ein nachtaktives Tier und die Geschlechter leben außerhalb der Paarungszeit getrennt. Mit ihren Lautäußerungen erinnern die Tiere an Waschbären.
Die Art hat einige natürliche Feinde wie Eulen, Füchse, Kojoten, Waschbären und Rotluchse.

## Fortpflanzung
Die Paarung erfolgt im Frühjahr zwischen Februar und Mai. Nach einer etwa 50-tägigen Trächtigkeit kommen ein bis fünf Jungtiere zur Welt, die anfänglich blind sind. Das Männchen versorgt das Weibchen mit Futter während ihrer Trächtigkeit. Die Jungen öffnen ihre Augen nach etwa einem Monat (21 bis 34 Tage) und mit etwa vier Monaten (60 bis 100 Tage) beginnen sie ihre ersten Jagdversuche. Die Geschlechtsreife tritt nach zirka zehn Monaten ein. In der Wildnis können die Tiere ein Alter von sieben Jahren erreichen.

## Nordamerikanisches Katzenfrett und Menschen
Laut verschiedenen Berichten lassen sich die Individuen gut zähmen und für die Mäusejagd einsetzen. Amerikanische Neusiedler und Bergarbeiter hatten oft ein Exemplar, um ihre Wohnung frei von Schadtieren zu halten. Die Art erhielt deshalb den englischen Namen „miner's cat“, auch wenn es sich nicht um eine Katze handelte. Normalerweise erhielt das Katzenfrett eine Kiste an einem wärmeren Platz als Schlafgelegenheit. Durch ein Loch in der Box konnte das Tier seine nächtlichen Streifzüge beginnen.
Die Art ist das offizielle Säugetier (State Mammal) des Bundesstaates Arizona.
Die Population ist vergleichsweise groß und so wird dieser Kleinbär von der IUCN als „nicht gefährdet“ (Least Concern) gelistet.